# 15752 Елюар
15752 Елюа́р (15752 Eluard) — астероїд головного поясу, відкритий 30 січня 1992 року.
Тіссеранів параметр щодо Юпітера — 3,137.